# 芝端康二
芝端 康二（しばはた やすじ）は、日本の自動車技術者である。本田技研工業の研究部門である、本田技術研究所の特別技術顧問。

## 経歴
1976年に日本大学大学院理工学研究科修士課程修了。修士号を取得し、同年日産自動車に入社した。初代日産マルチリンクリヤサスペンション、HICASを考案、開発した。1986年にホンダに入社し、自動車の各車輪の駆動力制御の研究に着手した。後にSH-AWDとして発表される四輪駆動システムの原型を開発し、3代目インテグラで市販を試みるも、四輪駆動システムの市販は実現しなかった。1996年にその機構を応用した前輪左右駆動力配分システムであるATTSを5代目プレリュードで市販化した。S2000では2000年に追加装備されたステアリング機構、VGSの開発を担当した。ホンダ入社後、長らく研究開発していた四輪駆動システムは2004年に4代目レジェンドにSH-AWDとして採用された。2007年博士号(工学)取得、(株)本田技術研究所にて上席研究員、主席研究員を経て現職。

## 著書・論文
- リヤサスペンション特性が操安性向上におよぼす影響：『日産技報』1983年
- The development of an  experimental Four-Wheel-Steering Vehicle : 『SAE Paper』1986年
- The improvement of vehicle maneuverability by direct yaw control system：『Proceedings of AVEC'92』1992年